# Ringelhechtling
Der Ringelhechtling (Epiplatys annulatus, Syn.: Pseudepiplatys annulatus), auch Zwerghechtling genannt, ist ein westafrikanischer Vertreter der Killifische. Die Art wurde erstmals 1965 durch Kretschmer, Roloff und Clausen nach Deutschland eingeführt und ist als Aquarienfisch bekannt.

## Vorkommen
Die Art kommt in Westafrika im Gebiet Guinea, Liberia und Sierra Leone vor und bewohnt dort kleine Wasseransammlungen. Nach Sterba stellt der Ringelhechtling wahrscheinlich eine Reliktform dar, deren Vorkommen auf Klein- und Kleinstgewässer des Urwaldes und der Savannen beschränkt ist. Die Fische halten sich dabei in den sonnigen, pflanzenreichen Uferzonen und Flachwasserbereichen auf. Im Freiwasser kommen sie selten vor.

## Erscheinung
Die Körperform ist hechtartig mit oberständigem Maul, in Gefangenschaft erreichen die Tiere eine Gesamtlänge von bis zu vier Zentimetern. Die Grundfarbe ist silbrig hell, der Körper weist drei breite, schwarzblaue Querbinden auf, die sich auch in den Flossen fortsetzen. Die Rückenflosse ist zurückgesetzt und beginnt erst nach der Mitte der Afterflosse.
Die Flossen der Männchen sind spitz ausgezogen und leuchtend rot/gelb gefärbt, während alle Flossen der weiblichen Tiere abgerundet und (mit Ausnahme der Schwanzflosse) farblos sind.
Das Männchen ist größer als das Weibchen. Beim Männchen sind alle Flossen bunt gefärbt, beim Weibchen hingegen nur die Schwanzflosse ohne rote Farbe.

## Lebensweise
Der Ringelhechtling ist ein oberflächenlebender Lauerjäger. Aus der Deckung unter Schwimmpflanzen heraus werden vor allem kleine Insekten und Wirbellose durch schnelles Vorstoßen erbeutet. Gegenüber anderen Fischen sind sie sehr friedlich.

## Fortpflanzung
Die Art wird mit fünf bis sechs Monaten geschlechtsreif. Für die Zucht wird eine Temperatur von 25 bis 26 °C in sehr weichem (1 bis 3° dGH) und mäßig saurem (pH 5 bis 5,5) Wasser benötigt, sowie Torfzusatz. Die circa 1 mm großen Eier werden am Torfboden am Fuß von Pflanzen abgelegt! Die Jungfische schlüpfen nach acht bis zehn Tagen und ernähren sich anfangs von Kleinstlebewesen wie z. B. Infusorien. Die Jungtiere wachsen sehr langsam. Das Geschlechterverhältnis der Jungfische ist abhängig von der Hälterungstemperatur, bei 20 bis 22 °C werden fast nur Männchen erzielt, bei Temperaturen von 25 bis 28 °C ist das Geschlechterverhältnis fast ausgeglichen.

## Systematik
Die Zugehörigkeit der Art ist noch umstritten. Je nach Quelle wird der Ringelhechtling als Epiplatys annulatus der Gattung Epiplatys und als Pseudepiplatys annulatus der monotypischen Gattung Pseudepiplatys zugeordnet.